# 桜田航成
桜田 航成（さくらだ こうせい、1987年5月28日 - ）は、日本の俳優。舞台を中心に活動している。
兵庫県出身。OFFICE KUROKI所属→フリー。大阪芸術大学舞台芸術学科出身。

## 人物
趣味は映画鑑賞、模型づくり、散歩。特技は殺陣、アクション、早起き。日本漢字能力検定準2級所持。
元々は声優に憧れ役者を志す。大阪芸術大学に進学し演技やアクションの基礎を学ぶ。アニメ、特にロボットアニメ、そして特撮を好み、暇な時はずっと家で見ているらしい。その一方で散歩を好むなど動き回るインドア派を自称している。ディズニーも大好きでキングダムハーツは全シリーズをクリア済みである。
好きなブランドはDIESELとHARE。
好きな漫画家は有賀ヒトシと島本和彦。

## 出演

### 映画
- 大奥（2010年）
- ラブ・ソングは死にました（2011年1月、桜美林大学映画専修卒業制作作品） - 大橋 役
- 恋愛処方箋〜浮気と本音の見分け方〜（2014年）　- 青山隼人 役

### 舞台
- 戦国アクション時代劇 「ガーネット オペラ」（2010年3月、シアタークリエ） - 徳川家康 役
- 新宿ミッドナイトベイビー2010（2010年7月、新宿文化センター） - ミノル 役
- 真・妖鬼大決闘!（2010年11月、中目黒キンケロシアター）
- 歓喜の歌（2010年11月、前進座劇場） - ヒロミ 役
- 深説・八犬伝 村雨恋奇譚（2011年2月、シアタークリエ） - 夜叉 役
- 幕末侍伝説 CHUJI（2011年5月、銀座博品館劇場） - 浅太郎 役
- ブルースな日々「夢に向かって」（2011年6月、銀座みゆき館） - ゲスト主演・竹ノ内 役
- Lullaby（2011年11月、新宿SPACE107） - 真田幸村 役
- 蒼穹のファフナー 〜FACT AND RECOLLECTION〜（2011年12月、シアターグリーン） - 主演・皆城総士 役
- 虹色の輪舞曲（2012年1月、新宿SPACE107） - ブルー 役
- 劇団☆新感線「シレンとラギ」（2012年4月 - 5月、梅田芸術劇場 / 5月 - 7月、青山劇場）
- ヴィレッヂ公演「サイケデリック・ペイン」 （2012年8月 - 9月、サンシャイン劇場）
- DONZOKO（2012年11月、萬劇場） - 菊次 役
- 音楽劇蒼穹のファフナー（2012年12月、銀座博品館劇場） - 主演・皆城総士 役
- 大津皇子〜飛鳥よ、幼子の寝息が如く〜（2013年3月、シアターグリーン） - 主演・大津皇子 役
- 舞台「戦国BASARA」 - 浅井長政 役
  - 「戦国BASARA3 宴」（2013年4月 - 5月、日本青年館大ホール 他 地方公演）
  - 「戦国BASARA4」（2014年10月 - 11月、東京ドームシティホール 他 地方公演）
  - 戦国BASARA VS Davil May Cry（2015年8月、AiiA2.5シアターTokyo）
  - 戦国BASAR4皇（2016年1月 - 2月、Zeppブルーシアター六本木 他 大阪公演）
- 斬劇「戦国BASARA 小田原征伐」（2017年8月、AiiA2.5シアターTokyo） - ゲスト出演
  - 戦国BASARA 第六天魔王（2018年3月、AiiA2.5シアターTokyo 他 大阪公演）
- ミュージカル「トラブルショー」（2013年10月 - 11月、IMAホール） - アクション俳優・泉信弥 役
- アフリカ座公演「げき☆えん」（2013年12月、シアターグリーン） ゲスト出演
- KREVA音楽劇「最高はひとつじゃない2014」（2014年1月 - 2月、シアタークリエ） - サダオ 役
- 白キ肌ノケモノ（2014年2月、中目黒キンケロシアター） - 渡辺多聞 役
- 魔〜エクリップス〜蝕（2014年3月、中目黒キンケロシアター） - 準主演・ノエル神父 役
- 10carats「Fabulous Revue Boys」（2014年4月、築地ブディストホール）
- Office ENDLESS produce vol.17「四谷怪談」（2015年5月、シアターΧ） - 荻原隆 役
- ミュージカル「ダブル」（2015年6月、シアター1010） - 宮城 役
- sweet factory「継承」（2015年7月 - 8月、中野テアトルBONBON） - シウロン 役
- 「悟らずの空2015」 西遊記より（2015年11月、シアターグリーン） - 沙悟浄 役
- 「烈!バカフキ」（2016年4月、Zeppブルーシアター六本木） - ヴィシュラヴァス 役
- 「HERO〜幕末新撰組外伝〜」（2016年5月、シアターグリーン） - 土方歳三 役
- ミュージカル「狸御殿」（演出:宮本亜門、2016年8月、新橋演舞場）
- ミュージカル「RANGER」（2016年10月、光が丘IMAホール） - 醍醐謙太 役
- 「戦国 the REAL at大阪城」（2016年12月 - 2017年3月、大阪城西の丸庭園） - 主演・真田幸村 役
- 「遠州森の石松〜馬鹿は死ななきゃ治らない〜」（2017年3月 - 4月、すみだパークスタジオ倉） - 吉蔵 役
- ミュージカル「アイ・ハヴ・ア・ドリーム」（2017年5月、六行会ホール） - スパイク 役
- DisGOONie Presents Vol.4 「From Three Sons of Mama Fratelli」GOOD-BYE-JOURNEY / SECOND CHILDREN］（2017年6月 - 7月、Zeppブルーシアター六本木他 大阪公演） - ロベール／田沼意知 役
- 三ッ星キッチン J.Musical「Victory」〜OLたちの忠臣蔵！？〜（2017年9月、新宿村LIVE） - 飯田聡司 役
- ハイスペックトラックス企画「BOX-SING」3ROUND（2017年10月、TACCS1179） - 下浦 役
- 聖地ポーカーズ×THE 黒帯「TRUCE」（2017年12月、新宿THEATER BRATS） - 主演・カメラマン 役
- 朝劇 西新宿 vol.2「恋の遠心力」（2018年1月、GLASS DANCE新宿店） - ゲスト出演
- ZERO BEAT.第3回本公演「ハンムラビの箱庭」（2018年7月、下北沢GEKI地下liberty） - ダテ ツヨシ 役
- 「白虎隊」獅子たちの什の掟（2018年9月、渋谷伝承ホール） - 隊長・日向内記役
- 聖地ポーカーズ「HOPELESS」（2019年4月、築地本願寺ブティストホール） - ゲスト出演
- ALPHA Entertainment × E-Stage Topiaプロデュース公演Vol.2「ヨツバニオドレ」(2022年5月、渋谷伝承ホール) -記者・鬼島譲一役
- 舞台「鋼の錬金術師」（2023年3月、日本青年館ホール他大阪公演） -アルフォンス・エルリック（鎧）役
- 舞台「鋼の錬金術師2〜それぞれの戦場」（2024年6月、日本青年館ホール他大阪公演） - アルフォンス・エルリック（鎧）役
- 舞台「鬼背参り」（2025年1月29日 - 2月2日、シアターサンモール）[2]

### Webドラマ
- 仮面ライダーセイバー×ゴースト（2021年5月23日、東映特撮ファンクラブ） - マラー 役[3]
- 仮面ライダースペクター×ブレイズ（2021年6月27日、東映特撮ファンクラブ） - マラー / ガンマウルティマ 役

### アニメ
「機動戦士ガンダム復讐のレクイエム」ジョンソン役